# Comitatul Brown, Illinois
Comitatul Brown, conform originalului din engleză,  Brown  County, este unul din cele 102 comitate ale statului american  Illinois.  Sediul comitatului, care a fost înființat în 1839,  este localitatea Mount Sterling.

## Demografie
|  | Graficele sunt indisponibile din cauza unor probleme tehnice. Mai multe informații se găsesc la Phabricator și la wiki-ul MediaWiki. |

Date: Wikidata - grafică realizată de Wikipedia